# Antonio Ordelaffi
Antonio Ordelaffi (Forlì, 1388 circa – Forlì, 4 agosto 1448) fu signore di Forlì della famiglia degli Ordelaffi nel XV secolo.

## Biografia
Figlio naturale di Francesco III Ordelaffi ossia Cecco III, sposò Caterina Rangoni di Spilamberto, che aveva in precedenza incontrato e per la cui mano si era impegnato con la famiglia di lei, inviando dai Rangoni, nel 1434, come suo procuratore per le nozze, Guelfo di Dovadola, conte di Dovadola e Tredozio.
Tenne la signoria tra il 1433 e il 1436 e ancora tra il 1438 e il 1448.
Contro Antonio Caffarelli, vescovo titolare di Forlì, ma sempre assente dalla Diocesi, appoggiò la nomina di un nuovo Vescovo (voluta dalla popolazione, ma non approvata dal Papa) nella persona di Guglielmo Bevilacqua O.F.M., che tenne la carica dal 27 dicembre 1433 al 1437, quando il contestato Caffarelli fu sostituito da Luigi Pirano.
Dopo la morte di Antonio, la sua vedova, a causa della giovane età dei figli, chiamò il fratello Ugo Rangoni ad aiutarla nella reggenza della città, dal 1449 al 1454.
Infine, insofferenti della tutela dello zio, i giovani Francesco IV Ordelaffi e Pino III Ordelaffi lo costrinsero a lasciare Forlì.

## Discendenza
Antonio ebbe dalla moglie Caterina quattro figli:
- Francesco (1435-1466), suo successore;
- Lucrezia;
- Pino (1436-1480);
- Caterina, monaca.

Ebbe anche un figlio naturale, Sinibaldo, religioso.

## Ascendenza
|                                           |   |                                                     | Genitori                                         |  |  | Nonni |  |  | Bisnonni                                 |  |  | Trisnonni           |  |
|                                           |   |                                                     |                                                  |  |  |       |  |  | Francesco II Ordelaffi, signore di Forlì |  |  | Sinibaldo Ordelaffi |  |
|                                           |   |                                                     |                                                  |  |  |       |  |  | Francesco II Ordelaffi, signore di Forlì |  |  | Sinibaldo Ordelaffi |  |
|                                           |   | Onestina Calboli                                    |                                                  |  |  |       |  |  | Francesco II Ordelaffi, signore di Forlì |  |  |                     |  |
| Giovanni Ordelaffi                        |   |                                                     |                                                  |  |  |       |  |  | Francesco II Ordelaffi, signore di Forlì |  |  |                     |  |
|                                           |   | Marzia Ubaldini                                     | Vanni Ubaldini, signore di Susinana              |  |  |       |  |  |                                          |  |  |                     |  |
|                                           |   | Marzia Ubaldini                                     | Vanni Ubaldini, signore di Susinana              |  |  |       |  |  |                                          |  |  |                     |  |
|                                           |   | Marzia Ubaldini                                     | Andrea Pagani                                    |  |  |       |  |  |                                          |  |  |                     |  |
| Francesco III Ordelaffi, signore di Forlì |   | Marzia Ubaldini                                     |                                                  |  |  |       |  |  |                                          |  |  |                     |  |
|                                           |   | Malatesta III Malatesta, signore di Pesaro e Rimini | Pandolfo I Malatesta, signore di Pesaro e Rimini |  |  |       |  |  |                                          |  |  |                     |  |
|                                           |   | Malatesta III Malatesta, signore di Pesaro e Rimini | Pandolfo I Malatesta, signore di Pesaro e Rimini |  |  |       |  |  |                                          |  |  |                     |  |
|                                           |   | Malatesta III Malatesta, signore di Pesaro e Rimini | Taddea da Rimini                                 |  |  |       |  |  |                                          |  |  |                     |  |
| Taddea Malatesta                          |   | Malatesta III Malatesta, signore di Pesaro e Rimini |                                                  |  |  |       |  |  |                                          |  |  |                     |  |
|                                           |   | Costanza Ondedei                                    | …                                                |  |  |       |  |  |                                          |  |  |                     |  |
|                                           |   | Costanza Ondedei                                    | …                                                |  |  |       |  |  |                                          |  |  |                     |  |
|                                           |   | Costanza Ondedei                                    | …                                                |  |  |       |  |  |                                          |  |  |                     |  |
| Antonio Ordelaffi, signore di Forlì       |   | Costanza Ondedei                                    |                                                  |  |  |       |  |  |                                          |  |  |                     |  |
|                                           | … | …                                                   |                                                  |  |  |       |  |  |                                          |  |  |                     |  |
|                                           | … | …                                                   |                                                  |  |  |       |  |  |                                          |  |  |                     |  |
|                                           | … | …                                                   |                                                  |  |  |       |  |  |                                          |  |  |                     |  |
| …                                         | … |                                                     |                                                  |  |  |       |  |  |                                          |  |  |                     |  |
|                                           |   | …                                                   | …                                                |  |  |       |  |  |                                          |  |  |                     |  |
|                                           |   | …                                                   | …                                                |  |  |       |  |  |                                          |  |  |                     |  |
|                                           |   | …                                                   | …                                                |  |  |       |  |  |                                          |  |  |                     |  |
| …                                         |   | …                                                   |                                                  |  |  |       |  |  |                                          |  |  |                     |  |
|                                           |   | …                                                   | …                                                |  |  |       |  |  |                                          |  |  |                     |  |
|                                           |   | …                                                   | …                                                |  |  |       |  |  |                                          |  |  |                     |  |
|                                           |   | …                                                   | …                                                |  |  |       |  |  |                                          |  |  |                     |  |
| …                                         |   | …                                                   |                                                  |  |  |       |  |  |                                          |  |  |                     |  |
|                                           |   | …                                                   | …                                                |  |  |       |  |  |                                          |  |  |                     |  |
|                                           |   | …                                                   | …                                                |  |  |       |  |  |                                          |  |  |                     |  |
|                                           |   | …                                                   | …                                                |  |  |       |  |  |                                          |  |  |                     |  |
|                                           |   | …                                                   |                                                  |  |  |       |  |  |                                          |  |  |                     |  |